# Radics Béla (gitáros)
Radics Béla (Budapest, 1946. február 6. – Budapest, 1982. október 18.) rockzenész, gitáros, énekes, a magyar rockzene legendás és nagy hatású alakja. Gyakran a gitárkirálynak és a magyar Jimi Hendrixnek nevezik.

## Életpályája
Budapesten, az angyalföldi munkáskerületben, a „Tripoliszban” született. 1959 őszén kapta első akusztikus gitárját, 16 éves korában egy gyári zenekarban játszott. 1964 őszén az Atlantis tagja lett, ahonnan 1965. március 21-én kivált Pintér István dobossal, és megalakították az Atlantis Nr2 nevű rövid életű zenekart. Ennek már tagja volt Miklóska Lajos és Dancsák Gyula is. Az együttes 1966 elejéig létezett, majd Radics visszalépett az eredeti Atlantisba. 1967-ben a zenekar tagsága Neményi Béla énekes nélkül kívánta folytatni, aki peres úton megtartotta az Atlantis nevet, így ők Pannónia néven folytatták.
Radics Béla elsőként játszotta Jimi Hendrix és a Cream számait, amelyekben jól érvényesült virtuóz gitárjátéka és hatásos előadásmódja. Játszott a Sakk-Matt, az Aligátor, az Aréna, a Nevada és a Tűzkerék együttesekben, de legnagyobb sikereit a Taurus tagjaként érte el.

### Sakk-Matt
1968 elején alakult meg Sakk-Matt nevű együttese (Harmath Albert, Hőnig Rezső, Miklóska Lajos és Csuha Lajos közreműködésével), amelynek bemutatkozó koncertje 1968. május 1-jén volt a Budai Ifjúsági Parkban. Magyarországon addig soha nem látott színpadi show-t mutatott be; fej fölötti gitározása, a húrok bravúros szájjal és foggal való pengetése elkápráztatta a közönséget. A sajtó támogatását nélkülöző együttes koncertjére több mint tízezer néző gyűlt össze. A következő évben a Gellért-hegy oldalában, a Tabánban hatalmas sikert arattak. A dobok mögött egy új tag, Váradi „Vadölő” László mutatkozott be, és ekkor indult be a „bélázás” („Bélát a pártba, Bélát a kormányba!”).
Törzshelyük a Danuvia Művelődési Ház volt, ahol hétvégenként telt ház tombolta végig koncertjeiket. A Cream- és a Hendrix-számok egy részét már Miklós Tibor magyar szövegével énekelték. 1969 őszén a Sakk-Matt új énekese Demjén Ferenc lett. Ettől kezdve, az együttes jövőbeli irányvonalát illetően komoly nézeteltérések alakultak ki a tagok között, és 1969. december 20-án feloszlottak. A búcsúkoncert a Kassák Klubban volt. Radics Béla néhány nap múlva alakította meg új, Tűzkerék nevű formációját.

### Tűzkerék

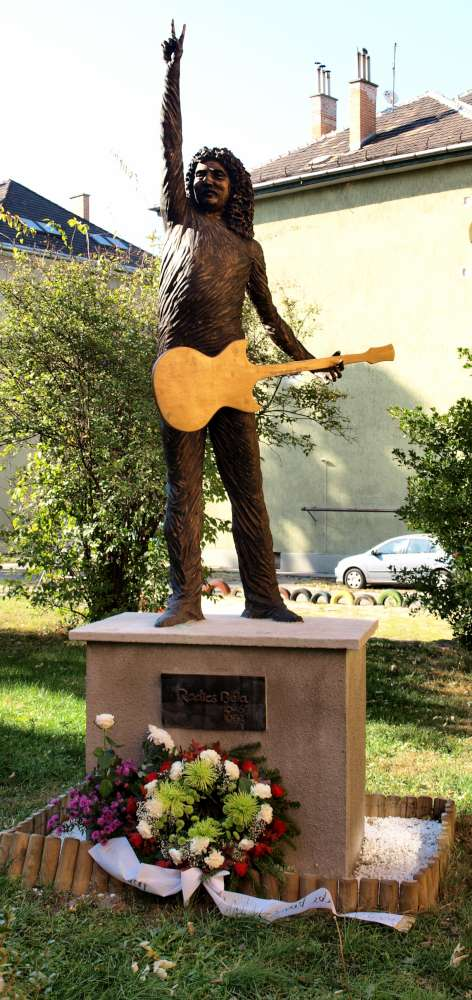
Radics Béla szobra Budapesten, Kovács Károly alkotása

1970. január 12-én alakult meg a Tűzkerék (Radics Béla, Som Lajos, Váradi „Vadölő” László). A nevet Vadölő akkori barátnője, Wittek Mária javasolta (utalva a Cream Wheels of Fire című albumára). Nem sokkal később csatlakozott Demjén Ferenc is. A koncertek alatt nem volt műsorterv, rögtönöztek. Béla gitárjátéka magasra állította a mércét, zenésztársai alig bírtak vele lépést tartani. Az első Tűzkerék-formáció nem volt hosszú életű, áprilistól már egymást váltották a zenészek. A tagok cserélődtek ugyan, de változatlanul Jimi Hendrix és a Cream az alap.
A Tűzkerékben játszott még: Döme Dezső, Könnyű József, Tátrai Tibor, Csomós Péter, Nagy Kati, Szigeti András, Kiss Zoltán, Németh „Nemecsek” Zoltán, és minden Tűzkerék formáció legjobb basszusgitárosa: Póka Egon. A zenekar 1971 végén oszlott fel, de 1976-ban újjáalakította Radics két régi zenésztárssal, Döme Dezsővel és Póka Egonnal. 1978 végétől helyüket Kun Tamás és Soldos László vette át 1980-ig. Ekkor Radics egyesült a korábbi Aréna zenekarral, és annak zenészei adták a Tűzkerék csapatát. 1981-től Radics kórházi kezelései miatt a zenekar gyakran nélküle lépett fel Tűzkerék néven.

### Taurus
A Taurus EX T 25-75-82 megalakulásával az országos népszerűség kapujában állt Radics Béla új együttese. A csapathoz Som Lajos és Balázs Fecó a Neotonból, Brunner Győző a Metró együttesből igazolt át. Az együttes neve után látható számsor Brunner Győző telefonszáma volt, ezen lehetett elérni őket.
1972. május 1-jén volt a bemutatkozó koncert a Budai Ifjúsági Parkban. A Taurus négyes felállásában Radics Béla volt a virtuóz gitáros és énekes, Balázs Fecó hozta a lírai dalokat, Som Lajos jelenítette meg a kemény rocker figuráját, Brunner Győző volt a precíz dobos. A Taurus még ugyanebben az évben, július 29-én és 30-án, a legendás Free együttes (Paul Rodgers, Simon Kirke, Andy Fraser és elvileg Paul Kossoff, utóbbi sajnos drogproblémái miatt már nem jött el Budapestre) előzenekara volt a Kisstadionban.
Ősszel Som Lajos helyét  Zorán vette át. Radics Béla ismét körön kívül rekedt saját együttesében, és már nem volt beleszólása a zenekar ügyeibe. Amíg ő igyekezett magasra emelni a progresszív rockzene színvonalát Magyarországon, addig a show-üzlet kérlelhetetlenül megkezdte a Taurus együttes ledarálását. „Zenei mészárszék” – ő használta ezt a kifejezést az akkori magyar viszonyok jellemzésére.
A magyar hardrock reményteljes „bikaborját”, a Taurus EX T-t egy jól irányzott tagcserével 1973 májusában letaglózták, és a zenekar feloszlott. A Taurusnak mindössze két kislemeze jelent meg. Radics Béla két hónap múltán már az Alligátor együttes gitárosa volt.

### Aligátor
Az együttes repertoárjában a hat új, saját szerzemény mellett (a hatból csak háromról maradt felvétel) Taurus-nóták szerepeltek, illetve ismét bekerült a programba Hendrix, a Cream és más blues–rock and roll sztenderdek. Ez a formáció egyféle szimbolikus erőt hordozott magában: nem volt, és nem is lehetett befolyása az akkori magyar rockzenei irányzatokra.
Az együttes csak kilenc hónapig létezett. „Ők voltak az áldozati, golgotai bárányok” – finoman fogalmazva és átírva, a hajdani popcézár, Erdős Péter után. Mindezek ellenére a formáció minőségi dalokkal gazdagította a magyar rockzene történelmét (pl. „Gonosz asszony”, „Csodálatos utazás”). 1974 volt a nagy leállás kezdete, ekkor Radics Béla már a Nevada együttesnél gitározott, majd 1975-ben visszatért eredeti stílusához (sok kis Tűzkerék-formáció).

## Epilógus

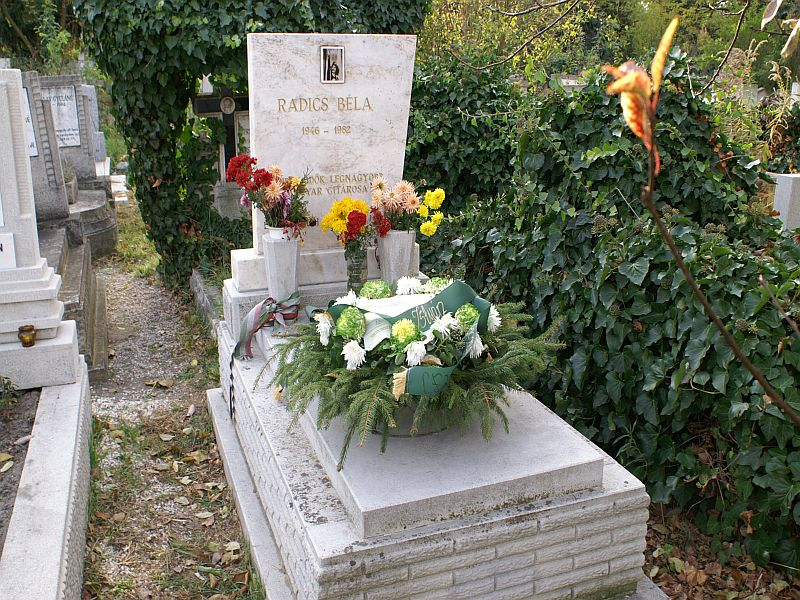
Radics Béla sírja Budapesten, az Újpest–Megyeri temetőben

Az 1977. augusztus 7-ei dátum a magyar rocktörténelem nagy napjának számít. Ezen a napon először és utoljára összeállt a nagy Radics Béla szuperkoncert a Budai Ifjúsági Parkban. Az előzenekar az alkalmilag összeállt Pege Aladár Blues Band volt. Ezt követte a régi Tűzkerék formációk egymás utáni fellépése (Nagy Kati, Tátrai Tibor), majd Taurus koncert következett, ezt követően a Som Lajossal fémjelzett Piramis lépett színpadra, és végül a Korál, Balázs Fecóval. A nagy sikerre való tekintettel 1978. szeptember 17-én ismét rendeztek egy Jimi Hendrix-emlékkoncertet a Budai Ifjúsági Parkban.
A tervezett nagy visszatérésből azonban távozás lett, Radics Béla 1982. október 18-án elhunyt, a Megyeri úti temető 50-es parcellájában helyezték örök nyugalomra. Sírkövét a rockzenészek zenélték össze, sírfelirata: „Minden idők legnagyobb magyar gitárosa. Legyen neki könnyű a föld!”
Radics Béla életművében jelentős szerepet kaptak Horváth Attila dalszövegei, aki a Korál, a Piramis, a Bojtorján, a 100 Folk Celsius, a Marathon, az Ómen, Charlie, Cserháti Zsuzsa és Deák Bill Gyula lemezeinek is szövegírója volt.

## Emlékezete

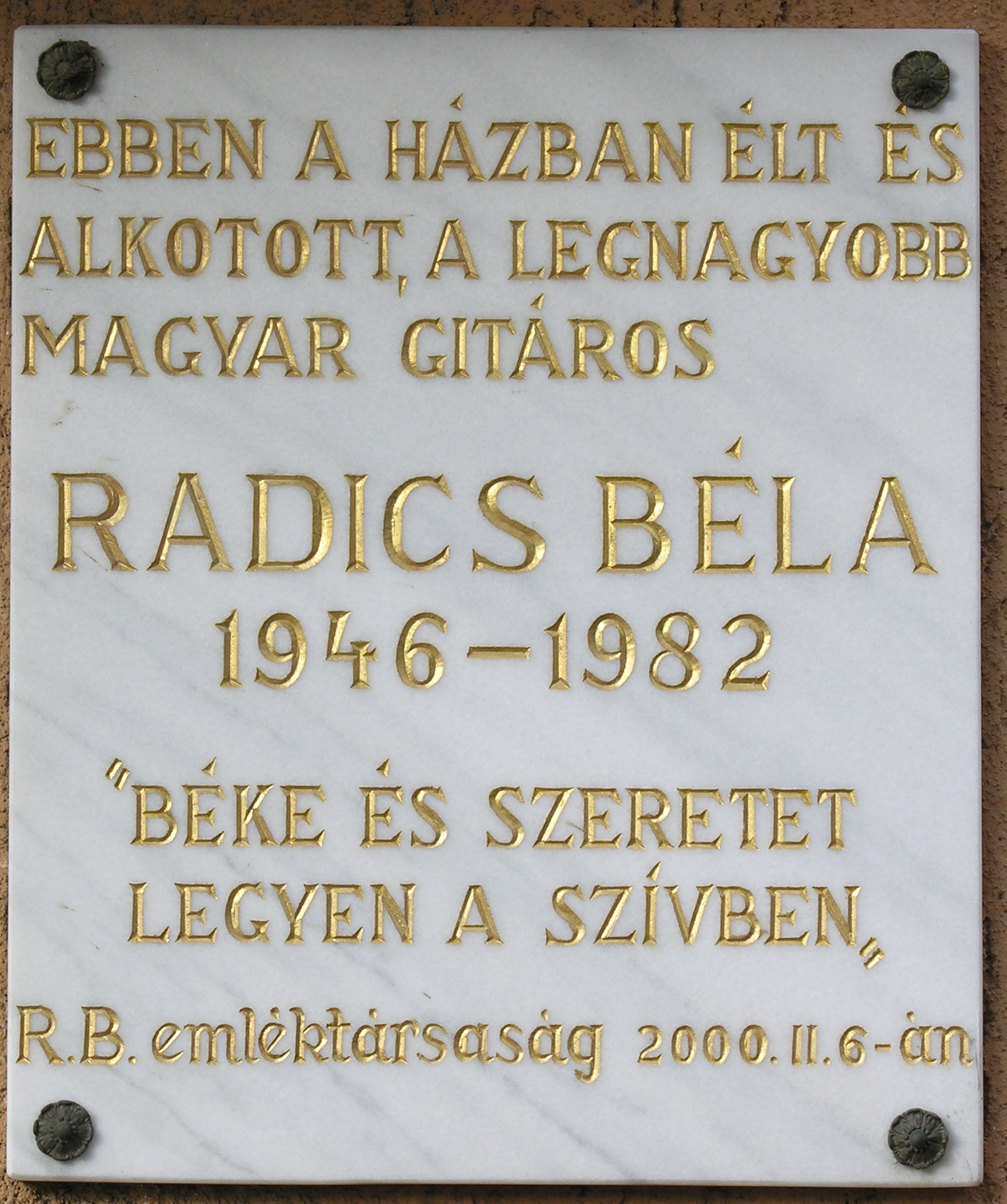
Radics Béla emléktáblája egykori lakhelyén, a Gyöngyösi utca 47. szám alatt

1983-ban az 1982-es Tűzkerék tagjai Aréna néven tovább játszották Radics dalait. 1983 nyarán a Hobo Blues Band tagjai – Tátrai Tibor, Póka Egon, Döme Dezső, Deák Bill Gyula és Földes László (Hobo) nélkül – Normál Group, később Radics Béla emlékzenekar néven játszottak több koncertet, amelyek bevételéből gyűjtötték össze a pénzt Radics Béla sírkövére.
Az 1990-es években az esztergomi illetőségű Tűzkerék Revival Band sikerrel újította fel Radics zenéjét, négy albumot is kiadtak dalainak új felvételeivel. Barátai, tisztelői 1999-ben emléktársaságot hoztak létre emléke ápolására. Rendre nagyszabású emlékkoncerteket rendeznek Radics Bélára emlékezve, az ő és egykori zenésztársai zenéjét játszva (az egyikről DVD is megjelent Török Ádám szervezésében). A legutóbbi ilyen nagyszabású esemény a 2012. szeptember 30-án a PeCsában tartott Égi Zenekar Fesztivál volt, amelyen Radics Béla mellett két másik korán elhunyt magyar rockgitárosra, Barta Tamásra és Bencsik Sándorra is emlékeztek. Minthogy életében mindössze két szerzői kislemeze jelent meg (Taurus), a Radics Béla Emléktársaság folyamatosan gyűjti össze az országban fellelhető orsós és kazettás magnóval rögzített – általában gyengébb minőségű – felvételeket, és azokat feljavítva CD-ken adja ki. Emlékére egykori lakóházán emléktáblát avattak, 2005. október 22-én pedig szobrot állítottak a XIII. kerületi Gyöngyösi utcában (Kovács Károly alkotása). A csepeli önkormányzat 2012. július 18-án posztumusz díszpolgári cím odaítéléséről döntött. 2013. április 16-án Budapest XIII. kerületében a Vőlegény utca és a Göncöl utca közötti közterület a Radics Béla utca nevet kapta.
Emlékét őrzi az egykori zenésztárs és jóbarát, Miklós Tibor zenés játéka, az Ilyenek voltunk, amely Radics Béla és Barta Tamás történetén alapul.
Radics emlékére írta a P. Box együttes a leghíresebb dalát, A zöld, a bíbor és a fekete címmel.
A mozikban 2023-ban mutatták az életéről szóló filmet Radics Béla, a megátkozott gitáros címmel.

## Művek Radics Béláról

### Könyvek
- Ómolnár Miklós: R. & B. kapitány avagy Pengék és halak; Ifjúsági Rendező Iroda, Bp., 1986
- Tóth Tamás Béla–Zoltán János: Csodálatos utazás. Könyv Radics Béláról; Zoltán–East Europe, Bp., 2002
- Bálint Csaba: Radics Béla a beatkorszakban. Atlantis, Atlantis Nr2, Pannónia, Sankó Beat Group; Retro Média, Budapest, 2012 + CD-ROM[4]
- Bálint Csaba: Radics Béla a beatkorszakban. Atlantis, Atlantis No II., Pannónia, Sankó Group, Sakk-Matt; 2., jav., bőv. kiad.; magánkiadás, Bp., 2020
- Budai Ervin: A bika jegyében. Radics emlékkönyv; Staen Hungária Kft., Budapest, 2021
- Bálint Csaba: Radics Béla a rockkorszakban; MagyaRock Hírességek Csarnoka Egyesület, Budapest, 2022

### Dokumentumfilm
- R. B. kapitány – Radics Béla emlékére (2003, rend. Kisfaludy András)[5]
- A magya-rock halottai – Radics Béla (2008, rend. Győrffy Bálint)[6]
- 2020-ban dokumentumfilm készült az életéről A Gitárkirály balladája – Radics Béla, a „megátkozott ember” címmel, amelyet a Pesti TV-n mutattak be.[7]

### Filmek
- Radics Béla, a megátkozott gitáros (2023)